# Langkampfen
Langkampfen é um município da Áustria, situado no distrito de Kufstein, no estado do Tirol. Tem 26,47 km² de área e sua população em 2019 foi estimada em 4.180 habitantes.